# K-Wanne
Als K-Wanne bezeichnet man ein System zur Bauwerksabdichtung aus Kunststoff-Abdichtungsbahnen, das alternativ zu den etablierten Abdichtungssystemen wie Schwarze Wanne (Bitumendickbeschichtung oder Bitumenschweißbahnen) und Weiße Wanne (wasserundurchlässiger Beton) eingesetzt werden kann.
Kunststoff-Abdichtungsbahnen können als Flächenabdichtung (Normabdichtung nach EN 13967 / in Deutschland zusätzlich nach DIN V20000-202), sowie entsprechend den Prüfgrundsätzen für Übergänge von Bauwerksabdichtungen auf Bauteile aus Beton (PG–ÜBB) und im Frischbeton-Verbund (FBV) eingesetzt werden.
Abdichtungsbahnen sind großflächig und können im Werk vorkonfektioniert werden, um vor Ort weniger Verschweißungen oder Verklebungen zur Versiegelung von Stößen und Anschlüssen durchführen zu müssen. Vorgefertigte Elemente mit rückseitiger Vliesschicht können vor dem Betonieren in die Schalung eingelegt werden, um eine kraftschlüssige Verbindung mit dem Beton zu erreichen. Alternativ wird durch eine vollflächige Verklebung mit dem Untergrund das Hinterlaufen der Abdichtung im Falle von Undichtigkeiten vermieden.
Die Unterschiede gegenüber Abdichtungen aus kunststoffmodifizierten Bitumendickbeschichtungen (KMB), Bitumen-Schweißbahnen und wasserdichtem Beton sind
- manuelle Arbeitsschritte auf der Baustelle werden reduziert,
- Wetterbedingungen haben weniger Einfluss auf Material und Einbau,
- Trocknungszeiten und Schichtdickenkontrollen entfallen.

## K-Philosophie zur Mängelminimierung
Diese betrifft Schnittstellen, wo verschiedene Gewerke aufeinander treffen, jedoch keiner zuständig ist. An diesen verlangt die DIN lediglich: „Übergänge müssen dicht sein“! Den mängelauslösenden Stellen müssten alle dort Tätigen ihre vollste Aufmerksamkeit widmen. Das ist aber – aus unterschiedlichsten Gründen – nicht immer der Fall.
1. Es gibt zu viele Randbedingungen (wie Herstellerrichtlinien), die einfache gewerkeübergreifende Schnittstellen-Lösungen verhindern.
2. Es gibt zunehmend weniger Fachleute auf dem Bau.
3. Es muss beim Einbau zu sehr auf unterschiedlichste Wetterbedingungen geachtet werden.
4. Es fehlen vor Ort einfache Schnittstellen-Lösungen.

Andererseits führt eine Vereinfachung mängelauslösender Stellen selbstverständlich zu weniger Mängeln.
So sollten Randbedingungen (Herstellerrichtlinien) durch gewerkeübergreifende sowie selbsterklärende Materialien und Lösungen ersetzt werden. Es ist zwingend für alle eine praktische Ausbildung nötig, auch für Studierende an Hochschulen. Es sind großflächige, wetterunabhängige und einfach einzubauende Materialien zu nutzen. Es sind einfache, sichtkontrollierte und automatisch dichte Lösungen zu wählen. Flächenabdichtungen aus Kunststoffbahnen sollen Normabdichtungsbahnen nach EN 13967 sein und der nur in Deutschland geforderten Verbesserung des bestehenden Mindest-Qualitätsniveaus der DIN 18195 über die DIN V 20000-202 entsprechen.
Solche Abdichtungsbahnen können entweder bereits im Betonfertigteilwerk oder auf der Baustelle unter der Bodenplatte (auf Betonsauberkeitsschicht, Dämmung oder Schaumglasschotter) oder in die Wandschalung eingelegt werden. Die Bahnen eignen sich zur Herstellung von Übergängen auf Bauteile aus Beton mit hohem Wassereindringwiderstand (PG-ÜBB) gemäß Bauregelliste A, Teil 2, Nummer 2.48. Zum Schutz der Abdichtung wird auf der Außenseite in der Regel eine zusätzliche Schicht vorgesehen. Zum Beispiel aus Noppenbahnen, Perimeterdämmplatten oder Drainplatten aus bituminiertem Styropor.

## Normen und Standards
- DIN 18195: Bauwerksabdichtung
- EN 13967: Abdichtungsbahnen – Kunststoff- und Elastomerbahnen für die Bauwerksabdichtung gegen Bodenfeuchte und Wasser – Definitionen und Eigenschaften
- DIN V 20000-202: Anwendungsnorm für Abdichtungsbahnen nach der Europäischen Produktnorm zur Verwendung als Abdichtung von erdberührten Bauteilen in Deutschland
- ATV DIN 18336: Abdichtungsarbeiten
- Richtlinie für Planung und Ausführung von Abdichtungen mit kunststoffmodifizierten Bitumendickbeschichtungen
- Richtlinie K-Wanne
- PG ÜBB: Bauwerksabdichtung im Übergang auf Bauteile aus Beton mit hohem Wasserseindringwiderstand gemäß Bauregelliste A, Teil 2, Lfd. Nr. 2.48 ÜBB[1]
- Gemäß Bauregelliste (BRL) A Teil 2, laufende Nummer 2.53, Ausgabe 2014/1, ist für „Fugenabdichtungen von Arbeits- und Sollrissfugen für Bauteile aus Beton gegen drückendes und nichtdrückendes Wasser“ ein Verwendbarkeitsnachweis in Form eines allgemeinen bauaufsichtlichen Prüfzeugnisses (abP) zu führen (soweit diese nicht in der Bauregelliste Teil 2 (2013/2) Nr. 1.4 aufgeführt sind oder Nr. 2.53 oder Teil 1 Nr. 10.23 und 10.24 zugeordnet werden können).[2]
- Gemäß Bauregelliste A Teil 2 Nr. 2.48 ist für „Abdichtungsstoffe für Bauwerksabdichtungen im Übergang auf Bauteile aus Beton mit hohem Wassereindringwiderstand“ der Nachweis der Verwendbarkeit über ein allgemeines bauaufsichtliches Prüfzeugnis zu führen.